# 7275 Earlcarpenter
A 7275 Earlcarpenter (ideiglenes jelöléssel (7275) 1983 CY2) a Naprendszer kisbolygóövében található aszteroida. Thomas, N. G. fedezte fel 1983. február 15-én.